# Cyclamen creticum
Cyclamen creticum là một loài thực vật có hoa trong họ Anh thảo. Loài này được (Dörfl.) Hildebr. mô tả khoa học đầu tiên năm 1906.

## Hình ảnh

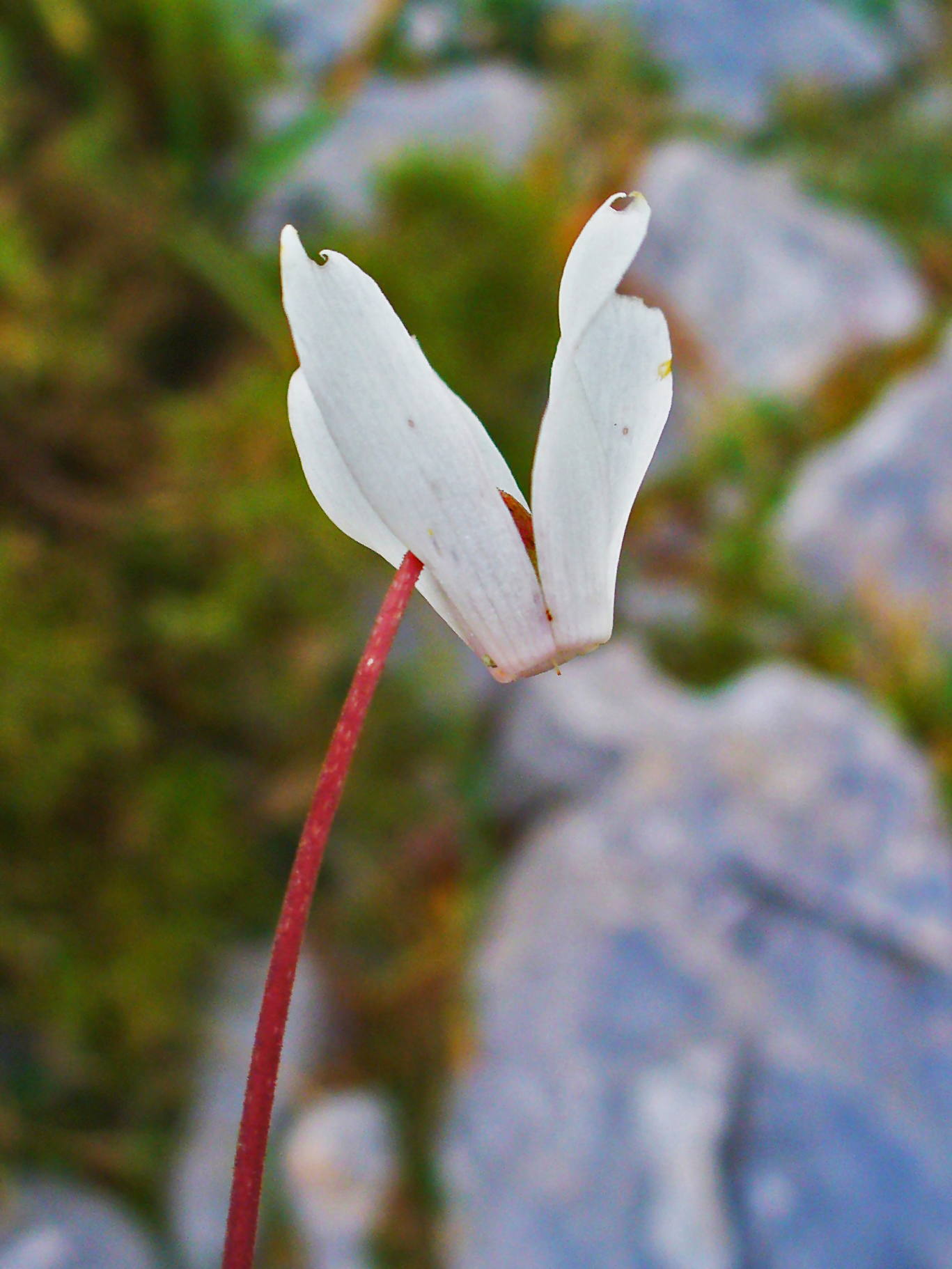
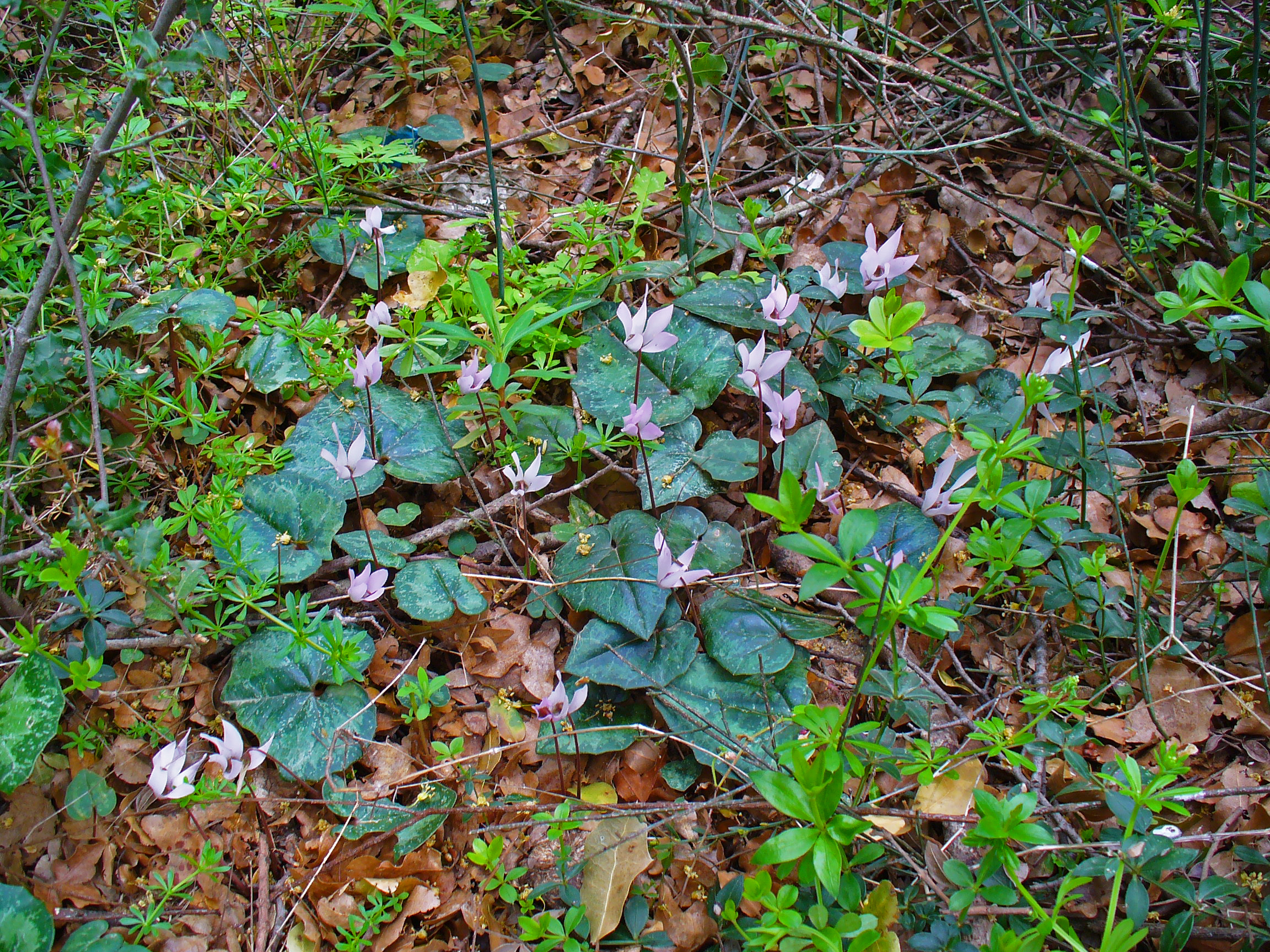